# 小行星59804
小行星59804（59804 Dickjoyce）是一颗绕太阳运转的小行星，为主小行星带小行星。该小行星于1999年9月5日发现。
該小行星以美國天文學家理查德·R·喬伊斯（Richard R. Joyce）命名。

## 轨道参数
小行星59804的轨道半长轴为3.1919642 UA，离心率为0.066。